# Postalm
Die Postalm ist ein Almgebiet in der Gemeinde Strobl im Bundesland Salzburg. Mit 42 Quadratkilometern ist es das größte Almengebiet in Österreich.
Das Hochplateau besitzt eine mittlere Höhe von über 1300 m.
Sowohl vom Lammertal bei Abtenau im Süden als auch von Strobl am Wolfgangsee im Norden führen Mautstraßen auf die Alm. Diese beide Straßen gehören unterschiedlichen Eigentümern, weshalb jeweils bei der Auffahrt unterschiedliche Tarife für Fahrzeuge und Personen eingehoben werden. Gemeinsam bilden diese Straßen die Postalmstraße, der höchste Punkt dieser Verbindung ist der Lienbachsattel auf 1304 m ü. A.. Eine Postbuslinie befährt die Postalmstraße.
Das Gebiet ist auch als Landschaftsschutzgebiet ausgewiesen (LSG38; 1406,99 ha, in Strobl und Abtenau).
Gasthöfe und mehrere Hütten bieten Gastronomie und Übernachtung an.
Im Winter wird die Alm als Skigebiet genutzt, im Sommer stehen Wanderwege (zum Beispiel ein Almblumenpfad) zur Verfügung. Auch Mountainbiking ist in der warmen Jahreszeit eine beliebte Aktivität. Am nördlichen Rand der Postalm kann man bis zum Wolfgangsee und Schafberg sehen. 2000 Tiere beweiden die vor 300 Jahren angelegte Alm.
Die Auffahrtsstraße von Strobl vom Wolfgangsee her ist bis inklusive Oktober offen, also auch von Schnee geräumt, im November wegen möglicher Schneeglätte gesperrt, jedoch auf eigene Gefahr befahrbar, und ab 1. Dezember mit dem Betriebsstart von Schiliften wieder offen, also schneegeräumt und betreut.
Ein weiteres Angebot sind Winterwanderwege.
Der Name des Almgebietes geht zurück auf die seit 1862 zur Till- oder Holzalm aufgetriebenen Postpferde aus Ischl (Hotel Post). Die 1865 errichtete Postalmkapelle erinnert an den Besuch von Kaiserin Elisabeth von Österreich-Ungarn.

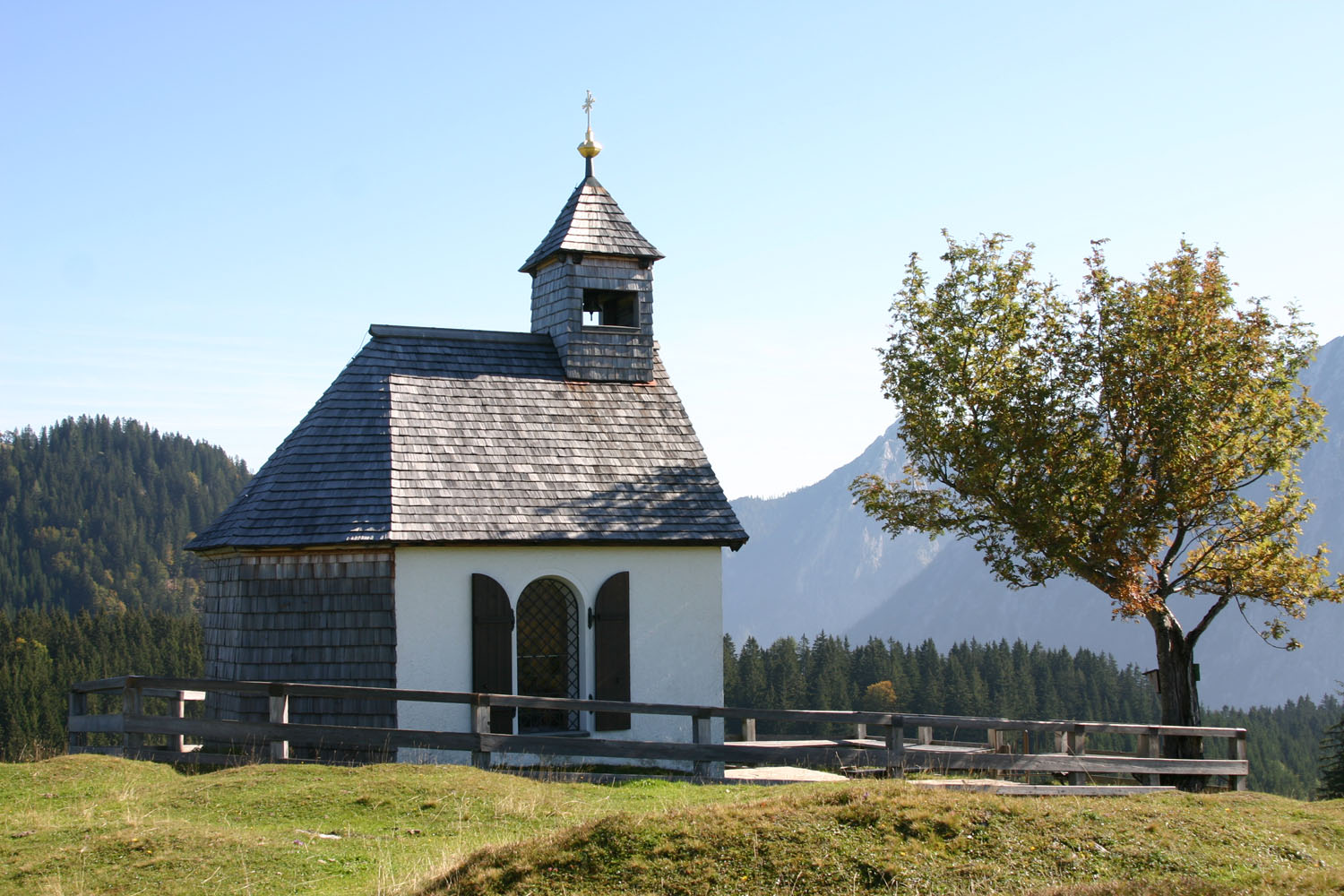
Kapelle auf der Postalm
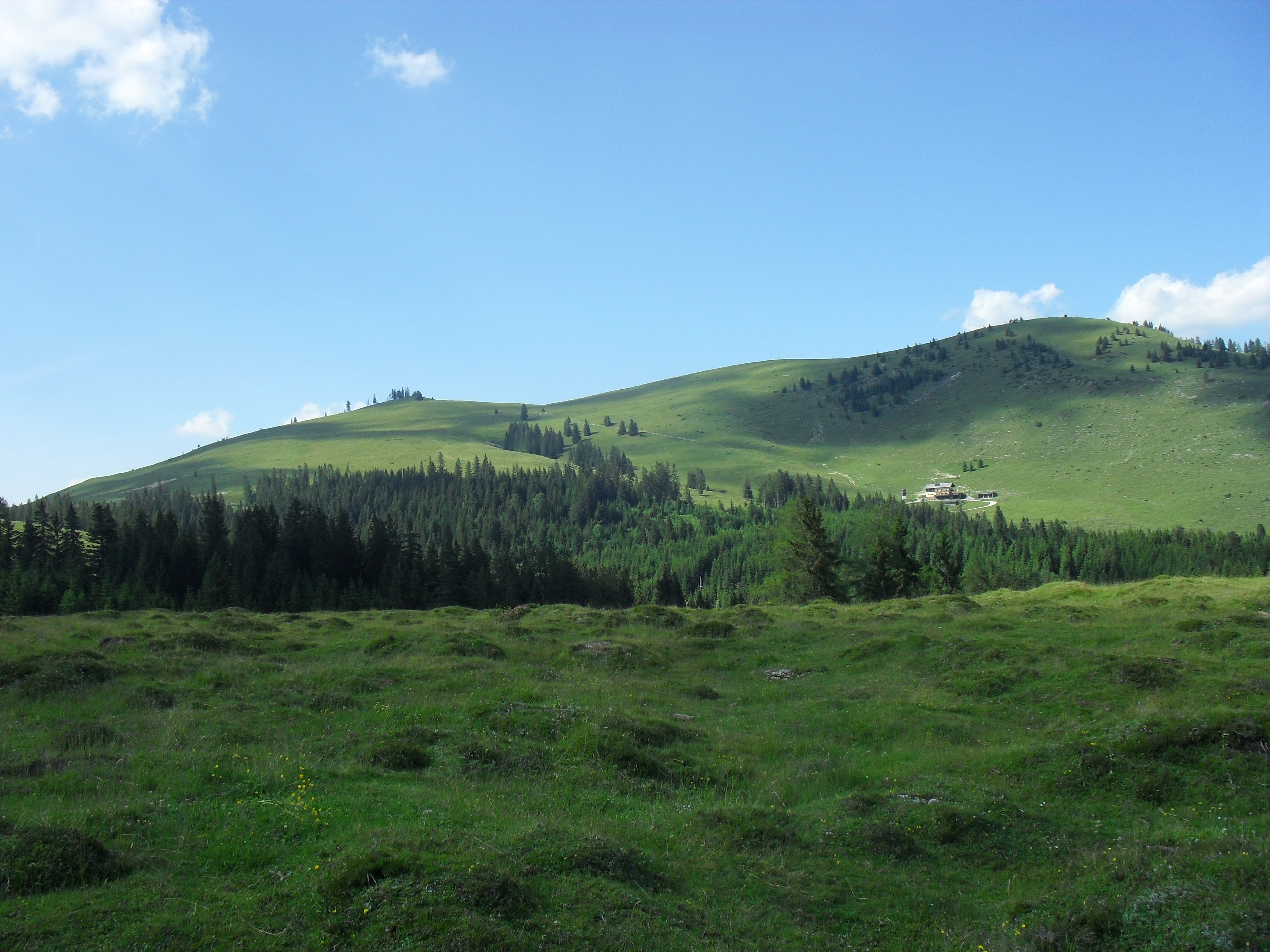
Postalm, Blick zu Thorhöhe und Thoralm
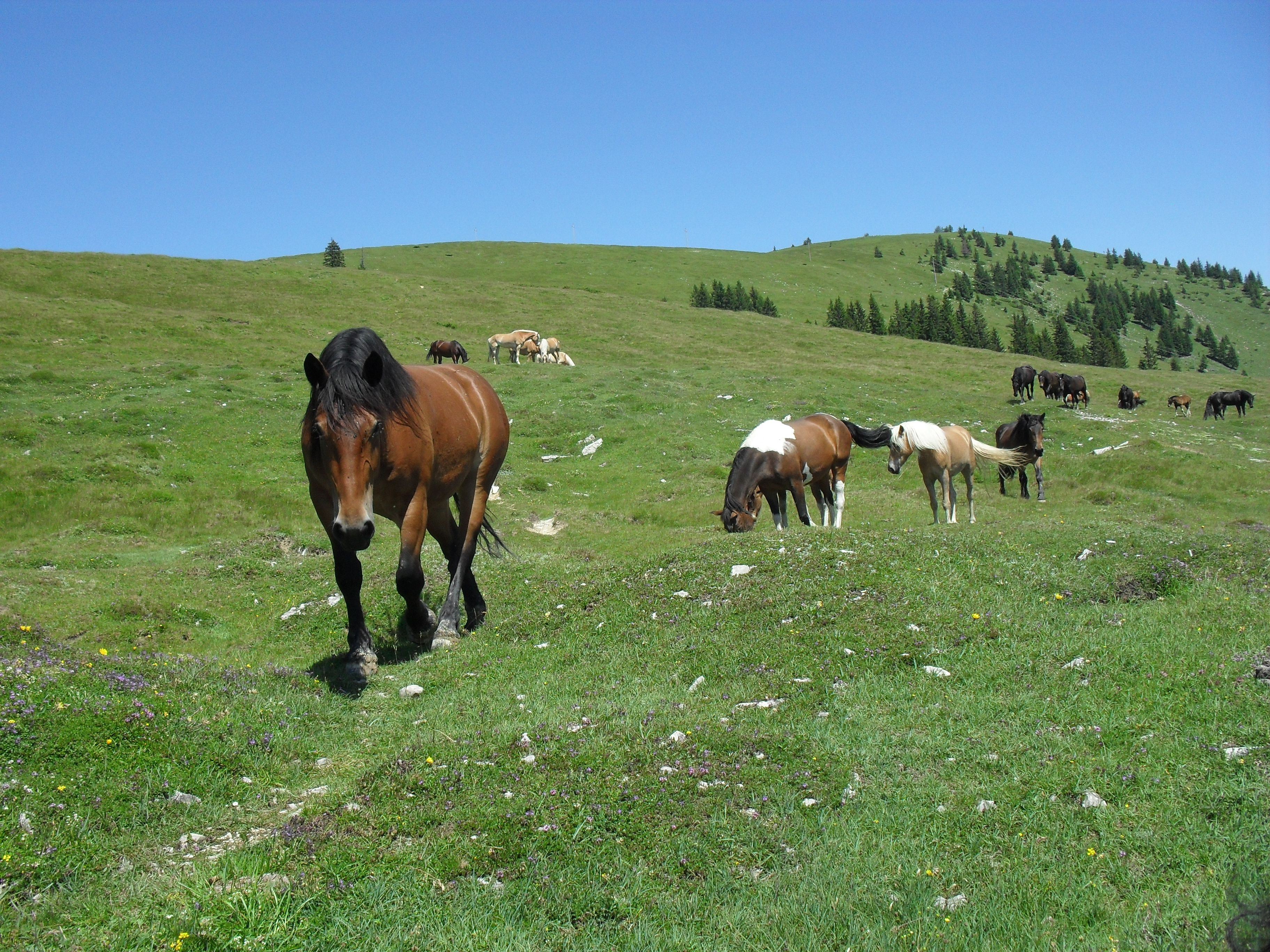
Pferde auf der Postalm
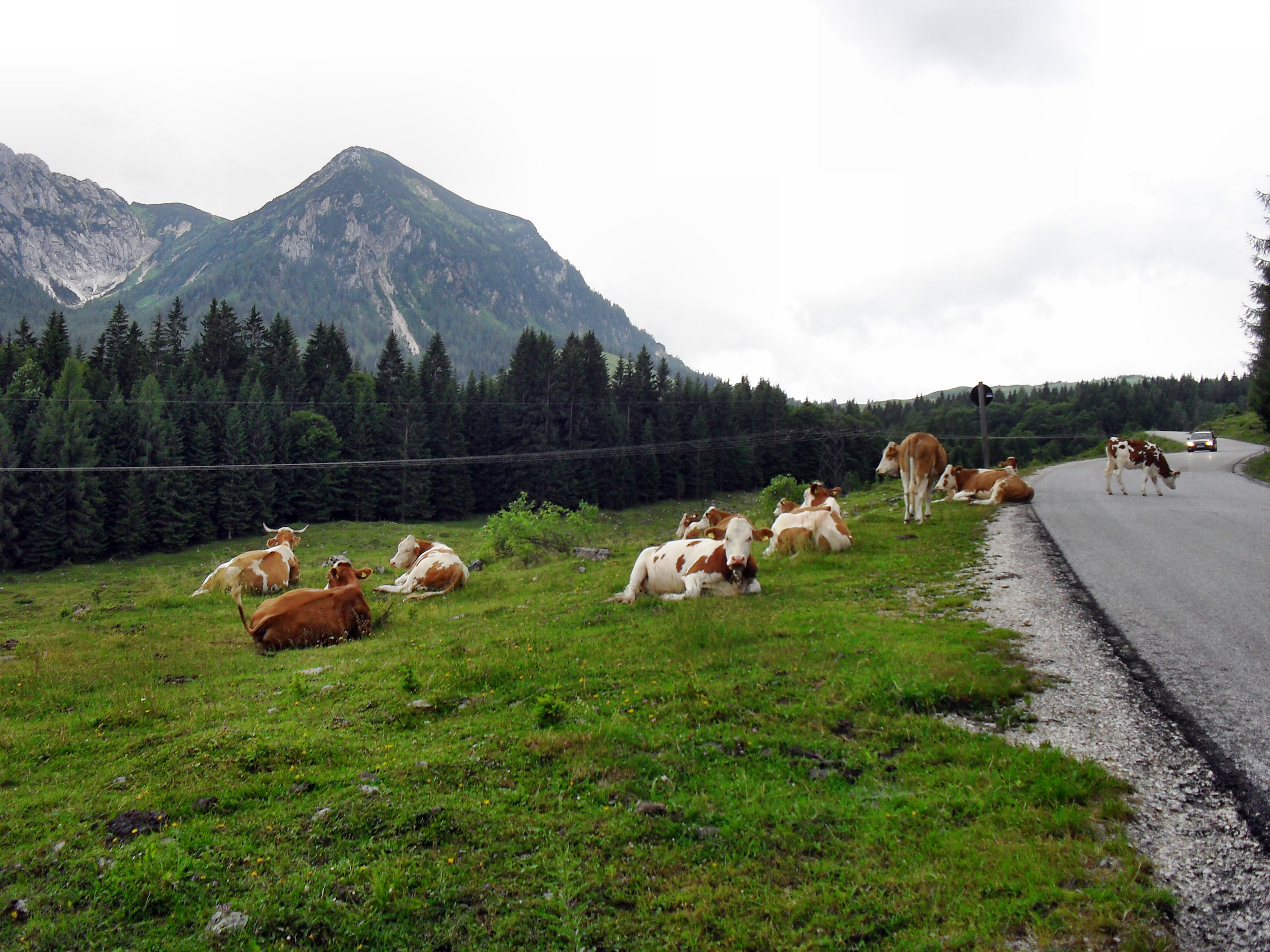
… und Kühe
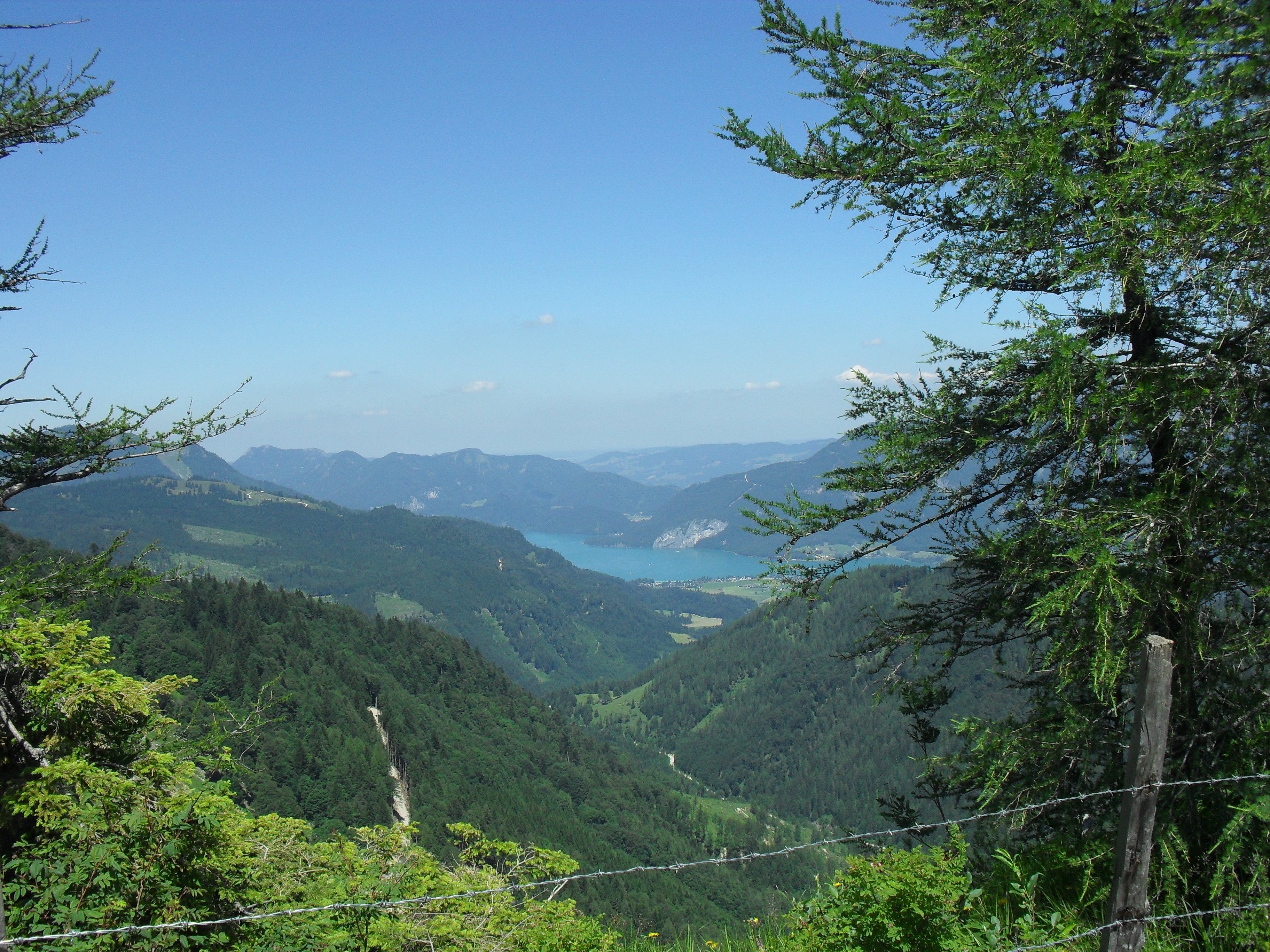
Wolfgangseeblick